# Aiči B7A
Aiči B7A2 Rjúsei (japonsky: 流星, Meteor, Létavice) byl jednomotorový dvoumístný střemhlavý bombardovací a torpédový palubní letoun japonského císařského námořního letectva, užívaný ve druhé světové válce. Byl nástupce známého a úspěšného letounu Aiči D3A. Spojenecké kódové označení typu bylo Grace. V době zařazení letounu do služby již bylo upuštěno od přiřazování dlouhých názvů. Používalo se ale (vedle krátkého B7A) označení Kandžó kógekiki Rjúsei (艦上攻撃機「流星」 ~ Palubní útočný letoun Rjúsei) a tomu odpovídá i klasifikace letounu v krátkém označení („B“ pro palubní útočný letoun a nikoliv „D“ pro palubní střemhlavý bombardér).

## Vývoj
Počátky letounu lze vystopovat v roce 1941, kdy ve firmě Aiči začal vývoj nového typu stroje, označeném jako projekt AM-23.
V květnu roku 1942 byl postaven první prototyp B7A1 model 11, který byl vybaven osmnáctiválcovým dvouhvězdicovým vzduchem chlazeným motorem NK9B Homare 11 o výkonu až 1640 kW. Tyto se však ukázaly jako nevyhovující a tak zkoušky dalších osmi prototypů probíhaly velmi pomalu, přičemž se čekalo na dodávku nového kvalitnějšího motoru. Tím se stal NK9B Homare 12, který společnost Nakadžima začala dodávat od dubna roku 1944. Nové pohonné jednotky začaly být instalovány do nové verze stroje B7A2 model 12. Výzbroj sestávala z dvojice kanónů typ 99 model 1 ráže 20 mm a jednoho pohyblivého, dozadu zaměřeného kulometu typu 1. Později produkované B7A2 nesly v křídle dva vylepšené letecké kanóny typ 99 model 2 ráže 20 mm a v kabině navigátora těžký kulomet typ 2 ráže 13 mm.
Kompletace strojů B7A probíhala v halách firmy Aiči v závodě Funakata a od dubna 1944 také na montážních linkách 21. námořního leteckého arzenálu v Ómuře na ostrově Kjúšú. Do července 1945 dodal závod Funakata 80 Rjúsei a 21. arzenál 25 strojů B7A2.
Roku 1945 se staly továrny firmy Aiči jednak cílem bombardování, jednak je postihlo silné zemětřesení. Mezitím došlo k vyprojektování nového typu B7A3 se silnějším motorem Micubiši MK9A o výkonu 1640 kW. K ověření tohoto záměru byl do jednoho z exemplářů B7A2 zabudován osmnáctiválcový motor Nakadžima NK9H-S Homare 23 se vzletovým výkonem 1491 kW, avšak k sériové výrobě nedošlo.

## Nasazení
Aiči B7A2 se měl stát důležitým palubním letounem japonského vojenského námořnictva. Vzhledem k tomu, že Japonsko v závěru války rychle a postupně přicházelo o své letadlové lodě, vzlétaly tyto letouny z pozemních základen. Některé B7A byly dodány do výzbroje Kókútai 601, 752 a Jokosuka Kókútai. Některé z nich byly využity pro účely sebevražedných útoků kamikaze.

## Specifikace (B7A2)

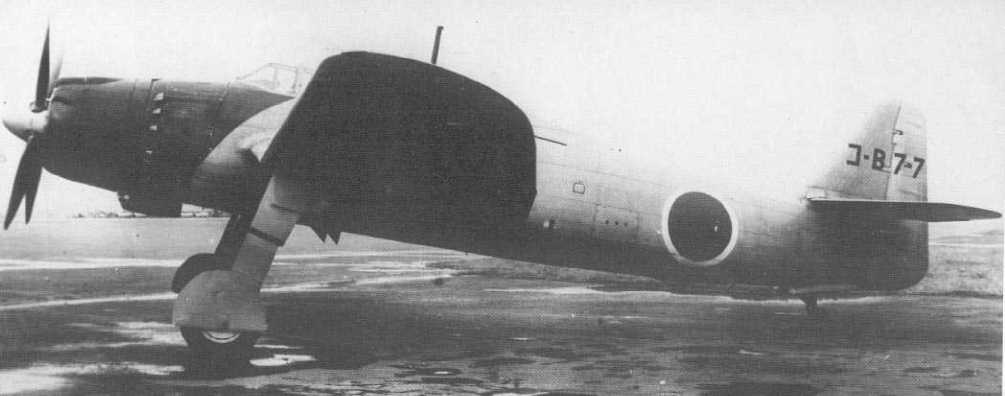
Prototyp Aiči B7A コ-B7-7 od Kaigun Kókú Gidžucušó

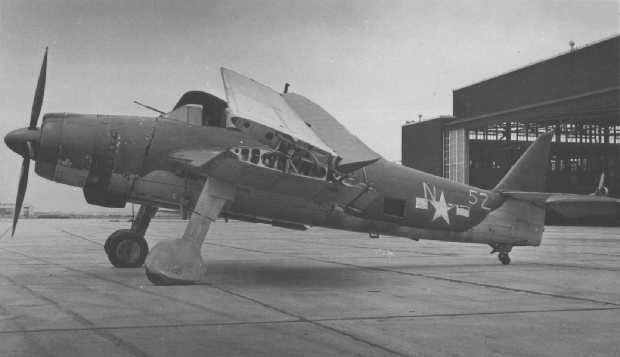
Američany ukořistěný letoun Aiči B7A Grace

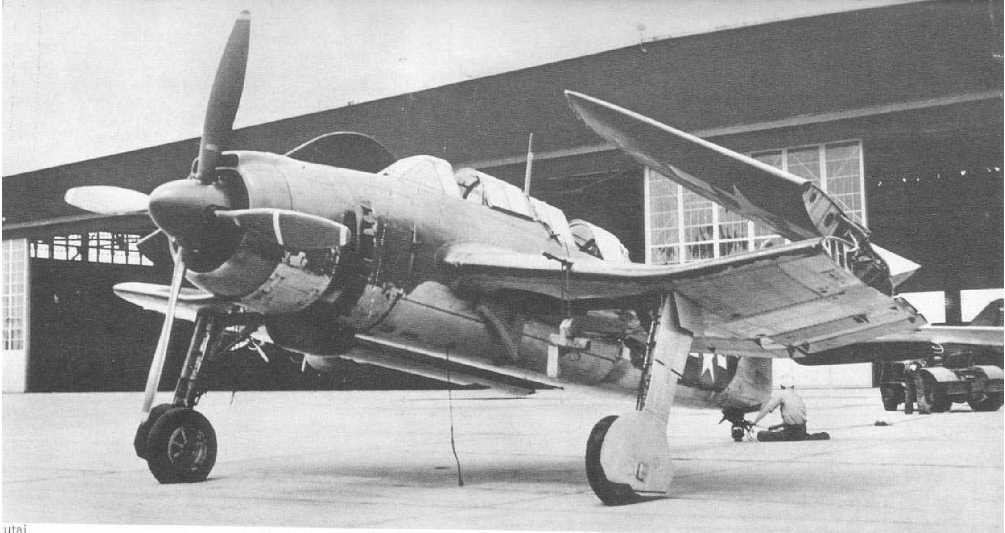
Američany ukořistěný Aiči B7A

Údaje podle

### Technické údaje
- Osádka:
- Rozpětí: 14,40 m
- Šířka se složeným křídlem: 8,3 m
- Délka: 11,49 m
- Výška: 4,07 m
- Nosná plocha: 35,40 m²
- Hmotnost prázdného letounu: 3614 kg
- Vzletová hmotnost: 5700 kg
- Maximální vzletová hmotnost: 6500 kg
- Pohonná jednotka: 1 × hvězdicový motor NK9C Homare 12 s výkonem 1361 kW

### Výkony
- Max. rychlost ve výšce 6200 m: 543 km/h
- Cestovní rychlost ve výšce 4000 m: 370 km/h
- Přistávací rychlost: 129 km/h
- Výstup do 6000 m: 10:20 min
- Dostup: 8950 m
- Dolet: 1850 km s výzbrojí / 3040 km

### Výzbroj
- 2 × 20mm kanón typu 99
- 1 x pohyblivý kulomet typ 92 ráže 7,7 mm nebo 13mm kulomet typ 2
- 1 × puma až do hmotnosti 800 kg nebo 2 × 250kg pumy nebo 1 × torpédo typ 91 KAI-2 Gjorai 38 o hmotnosti 838 kg